# President's Cup 2014
El President's Cup 2014 fue un torneo de tenis profesional jugado en canchas de pistas duras. Se disputó la 9.ª edición del torneo que formó parte del circuito ATP Challenger Tour 2014. Se llevó a cabo en Astaná, Kazajistán entre el 21 y el 27 de junio de 2014.

## Jugadores participantes del cuadro de individuales

### Cabezas de serie
| País                  | Jugador               | Rank1 | Favorito |
| Bandera de Kazajistán | Mijaíl Kukushkin      | 53    | 1        |
| Bandera de Eslovenia  | Blaž Kavčič           | 75    | 2        |
| Bandera de Lituania   | Ričardas Berankis     | 139   | 3        |
| Bandera de Turquía    | Marsel Ilhan          | 141   | 4        |
| Bandera de Rusia      | Aleksandr Kudriávtsev | 157   | 5        |
| Bandera de Suiza      | Marco Chiudinelli     | 173   | 6        |
| Bandera de Italia     | Thomas Fabbiano       | 181   | 7        |
| Bandera de España     | Adrián Menéndez       | 186   | 8        |
| --------------------- | --------------------- | ----- | -------- |

- 1 Se ha tomado en cuenta el ranking del 14 de julio de 2014.

### Otros participantes
Los siguientes jugadores recibieron una invitación (wild card), por lo tanto ingresan directamente al cuadro principal (WC):
- Denís Yevseyev
- Andréi Rubliov
- Dmitri Popkó
- Karen Jachánov

Los siguientes jugadores ingresan al cuadro principal tras disputar el cuadro clasificatorio (Q):
- Yaraslav Shyla
- Mijaíl Biriukov
- Jaime Pulgar García
- Temur Ismailov

Los siguientes jugadores ingresan al cuadro principal con ranking protegido (PR):
- Serguéi Bubka

## Jugadores participantes en el cuadro de dobles

### Cabezas de serie
| País                    | Jugador             | País                    | Jugador         | Rank1 | Favorito |
| Bandera de Bielorrusia  | Serguéi Betov       | Bandera de Bielorrusia  | Aleksandr Bury  | 226   | 1        |
| Bandera de Rusia        | Konstantín Kravchuk | Bandera de Ucrania      | Denís Molchanov | 286   | 2        |
| Bandera de Italia       | Flavio Cipolla      | Bandera de España       | Adrián Menéndez | 350   | 3        |
| Bandera de China Taipéi | Ti Chen             | Bandera de China Taipéi | Liang-chi Huang | 388   | 4        |
| ----------------------- | ------------------- | ----------------------- | --------------- | ----- | -------- |

- 1 Se ha tomado en cuenta el ranking del 14 de julio de 2014.

## Campeones

### Individual Masculino
- Ričardas Berankis derrotó en la final a  Marsel Ilhan por 7-5, 5-7, 6-3.

### Dobles Masculino
- Serguéi Bubka /  Marco Chiudinelli derrotaron en la final a  Ti Chen /  Liang-chi Huang por 6-3, 6-4.